# Benedictinas del Santísimo Sacramento
Las Benedictinas de la Adoración Perpetua del Santísimo Sacramento, conocidas también como Benedictinas del Santísimo Sacramento, son monjas benedictinas con votos monásticos solemnes. Fueron fundadas, como nueva rama de la Orden benedictina, por la monja benedictina Matilde del Santísimo Sacramento en París, en el 1653. Pertenecen a la Communio Internationalis Benedictinarum, asociación mundial de las religiosas benedictinas.

## Historia
El Instituto monástico de las Benedictinas del Santísimo Sacramento fue fundado por Catalina de Bar (1614-1698), cuyo nombre religioso era Madre Matilde del Santísimo Sacramento, profesa benedictina proveniente del monasterio de Rambervillers (Lorena), con el apoyo de mujeres nobles devotas, entre ellas la reina de Francia Ana de Austria, y de los monjes benedictinos de la congregación monástica reformada de San Mauro en París. El 25 de marzo de 1653, en la rue du Bac en París, las primeras religiosas comenzaron con la adoración perpetua del Santísimo Sacramento.

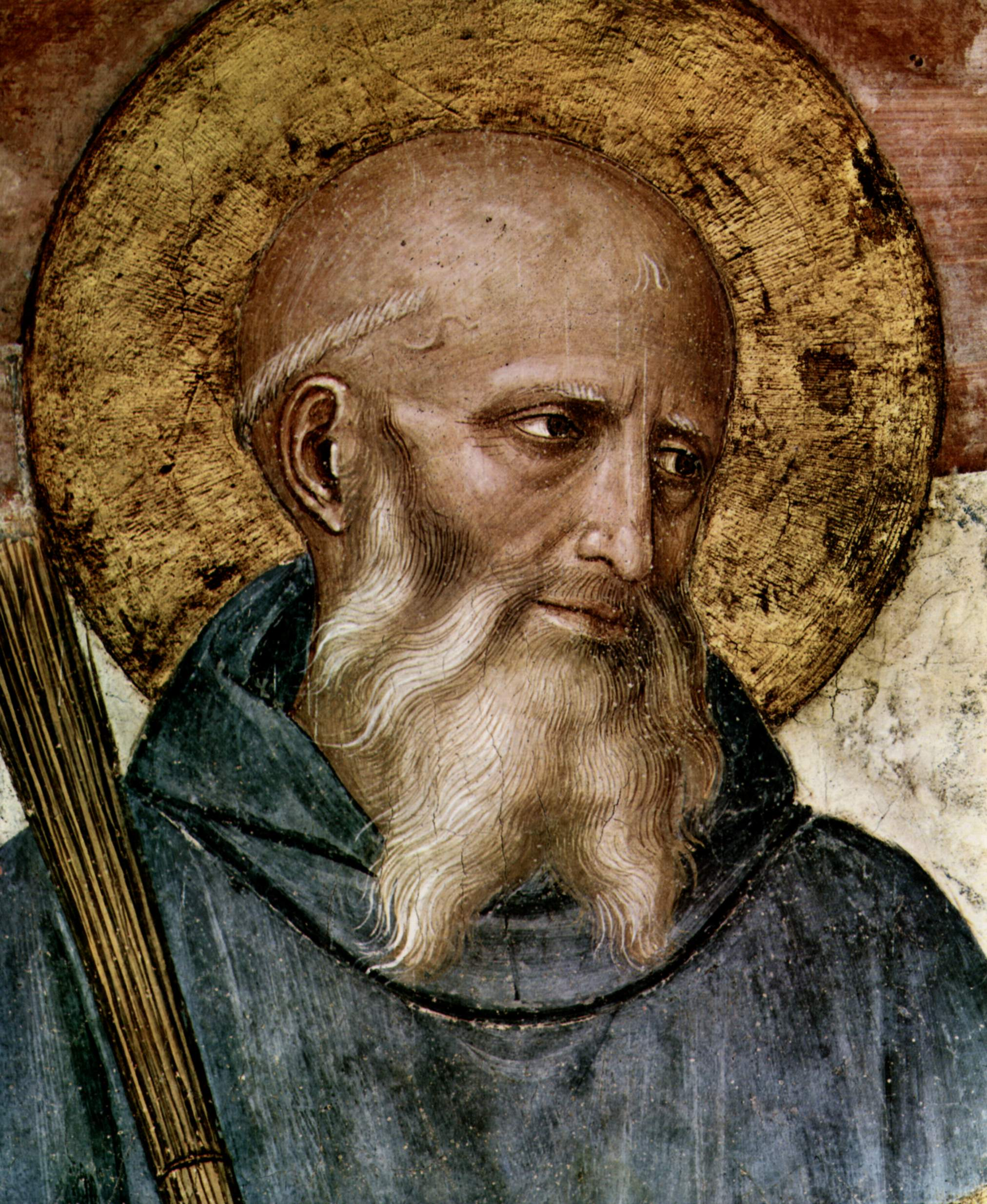
San Benito de Nursia (c. 480-543), de un detalle del fresco de Fra Angélico, Basílica de San Marco, Florencia (c. 1400-1455).

El 12 de marzo de 1654, la comunidad se trasladó a la rue Férou en París. Siguieron nuevas fundaciones o ingresos de monasterios benedictinos ya existentes. Todavía en el siglo de su fundación, las Benedictinas del Santísimo Sacramento se difundieron rápidamente en Francia y en Polonia. El 10 de diciembre de 1676, con la bula Militantis Ecclesiae, el papa Inocente XI aprobó la congregación. Durante los próximos siglos, las religiosas siguieron difundiéndose en los países Francia, Polonia, Alemania, Italia, Países Bajos, Luxemburgo, Bélgica, Escocia, España y Uganda.
Según la vida monacal de la época en la que Matilde de Bar funda su congregación, se acogieron a la imposición de la clausura papal, según las prescripciones de Sixto V de 1590. De esa manera, en las primeras Constituciones de las monjas, Matilde invitaba a sus hermanas a considerar el monasterio como «el precioso monumento que deberá sepelirlas» con el Señor, por eso el rigor de la regla se observaba en la construcción de los monasterios y en el estilo de vida de las monjas.

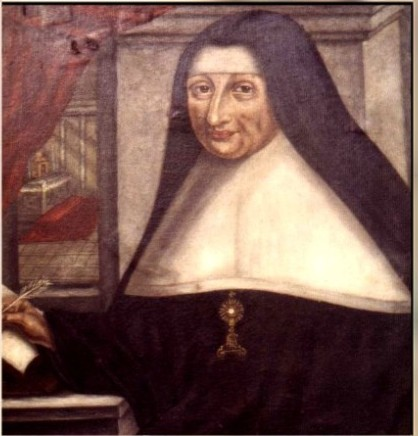
Matilde del Santísimo Sacramento, fundadora de las Benedictinas del Santísimo Sacramento

## Presencia
En la actualidad las monjas benedictinas del Santísimo Sacramento son unas 553, distribuidas en 42 monasterios, que canónicamente están registradas como una Confederación, formada por seis Federaciones, presentes en Francia, Polonia, Alemania, Italia, Luxemburgo y Países Bajos. Además, grupos de laicos viven como oblatos benedictinos de varios monasterios según la espiritualidad de Matilde de Bar, e incluso se forman pequeños grupos o monasterios fuera de Europa - en Uganda, Haití y México - que desean vivir la misma espiritualidad o se preparan para ingresar en el Instituto.

## Espiritualidad y actividades
El núcleo de la espiritualidad de las Benedictinas del Santísimo Sacramento es una vida centrada en Cristo, presente en el Sacramento de la Eucaristía según la fe de la Iglesia católica, en profunda participación de su Misterio Pascual. Su expresión principal es la adoración eucarística. Además, como Benedictinas, las monjas practican el Oficio Divino y se dedican a la acogida de huéspedes, al trabajo manual e intelectual, al acompañamiento espiritual.